# Paroplapoderus shiguensis
Paroplapoderus shiguensis es una especie de coleóptero de la familia Attelabidae.

## Distribución geográfica
Habita en China.